# Amauris niavius
Espèce
 Amauris niavius est une espèce de lépidoptères (papillons) de la famille des Nymphalidae, de la sous-famille des Danainae et du genre  Amauris. Cette espèce sert de référence au genre Amauris.

## Dénomination
Décrit par Linné en 1758 sous le nom de Papilio niavius l'espèce sera reclassé par Jakob Hübner en 1816 dans le genre Amauris. Le nom actuel est Amauris niavius.

### Synonymie
- Papilio niavius (Linnaeus, 1758) Protonyme
- Amauris partita (Talbot, 1941)
- Amauris obliterata (Dufrane, 1948)

### Noms vernaculaires
Amauris niavius se nomme en anglais Friar

### Taxinomie
Il existe pour cette espèce 3 sous-espèces :
- Amauris niavius niavius (Linnaeus, 1758)
- Amauris niavius dominicanus (Trimen, 1879)[3]
- Amauris niavius aethiops (Rothschild & Jordan, 1903)[4]

## Description
Ce grand papillon marron taché de blanc a une envergure qui varie de 78 mm à 82 mm pour les femelles et de 80 mm à 85 mm pour les mâles.
Les ailes antérieures sont sur les deux faces marron ornées de taches blanches formant une large tache basale et une bande réservant un apex marron.
Le dessus des ailes postérieures est marron avec une large plage basale blanche alors que le revers est blanc marqué de veines marron.

## Biologie

### Période de vol
Il vole toute l'année.

### Plantes hôtes
Les larves se nourrissent de Cynanchum, Gymnema, Marsdenia, Secamone, Tylophora de façon naturelle. En captivité elles acceptent Cynanchum medium, Cynanchum nigrum, Cynanchum vincetoxicum, Gymnema sylvestre, Ipomoea 

## Écologie et distribution
Il est résident en Afrique, depuis l'Éthiopie, le nord de l'Ouganda, le sud du Soudan, le Mozambique, la Rhodésie, le Malawi, le Kenya, l'est de la Tanzanie, le Zaïre, l'Angola le Cameroun, le Sierra Leone et la Guinée.

### Biotope
Il réside dans la forêt tropicale africaine.

### Protection
Pas de statut particulier.